# Кућа Поповића у Коларима
Кућа Поповића у Коларима, месту на територији града Смедерева, саграђена је половином 19. векa, као пример народне архитектуре убраја се у споменике културе као непокретно културно добро.

## Изглед
Кућа је припадала Љубомиру Поповићу, подигнута као спратни објекат са укопаним подрумом у делу приземљa и затвореним тремом на јужној страни спратног дела. Има правоугаону основу димензија 12,10x7,70 м. Темељи су од опеке, зидови у бондручној конструкцији са испуном од чатме, кров је четвороводан покривен бибер црепом. Стреха је испуштена око један метар и опшивена шашовцем који је великим кованим ексерима прикован за рогове и греде.
Приземље је првобитно било намењено за штале, а спрат за становање, али је убрзо и приземље претворено у стамбени простор. Кућа је 1912. године реновирана, када је добила данашњи изглед. Тада је замењена столарија, оштећени делови конструкције, кровни покривач и застакљен трем на спрату.
Кућа је у једном периоду непосредно након Другог светског рата служила као станица милиције.